# Wereldkampioenschappen zeilen 2014
De wereldkampioenschappen zeilen 2014 was de vierde editie van dit door de International Sailing Federation (ISAF) georganiseerde zeilevenement. Het evenement vond van 8 tot en met 21 september 2014 plaats in Santander, aan de noordkust van Spanje.
In totaal werd er gevaren in tien verschillende olympische zeilklassen: vijf voor mannen, vier voor vrouwen en een voor een gemengd duo. In de klassen werden tien tot twaalf races gevaren als het weer het toeliet, inclusief de afsluitende medaillerace. Alle klassen werden als fleetrace gevaren.
De wereldkampioenschappen waren tegelijkertijd de belangrijkste kwalificatiewedstrijd voor de Olympische Zomerspelen 2016 in Rio de Janeiro. Van alle quotaplaatsen werd 50 procent tijdens deze wedstrijden vergeven.

## Medailles

### Mannen
| Onderdeel | Goud | Goud                        | Zilver | Zilver                      | Brons | Brons                             |
| --------- | ---- | --------------------------- | ------ | --------------------------- | ----- | --------------------------------- |
| RS:X      | FRA  | Julien Bontemps             | POL    | Przemysław Miarczyński      | FRA   | Thomas Goyard                     |
| Laser     | NED  | Nicholas Heiner             | AUS    | Tom Burton                  | GBR   | Nick Thompson                     |
| Finn      | GBR  | Giles Scott                 | CRO    | Ivan Kljakovic Gaspic       | GBR   | Edward Wright                     |
| 470       | AUS  | Mathew Belcher William Ryan | CRO    | Šime Fantela Igor Marenić   | GRE   | Panagiotis Mantis Pavlos Kagialis |
| 49er      | NZL  | Peter Burling Blair Tuke    | DEN    | Jonas Warrer Anders Thomsen | AUS   | Nathan Outteridge Iain Jensen     |

### Vrouwen
| Onderdeel    | Goud | Goud                       | Zilver | Zilver                                       | Brons | Brons                           |
| ------------ | ---- | -------------------------- | ------ | -------------------------------------------- | ----- | ------------------------------- |
| RS:X         | FRA  | Charline Picon             | ESP    | Marina Alabau                                | ISR   | Maayan Davidovich               |
| Laser Radial | NED  | Marit Bouwmeester          | SWE    | Josefin Olsson                               | BEL   | Evi Van Acker                   |
| 470          | AUT  | Lara Valdau Jolanta Oper   | NZL    | Jo Aleh Polly Powrie                         | GBR   | Hannah Mills Saskia Clark       |
| 49er FX      | BRA  | Martine Grael Kahena Kunze | DEN    | Ida Marie Baad Nielsen Marie Thusgaard Olsen | ITA   | Giulia Conti Francesca Clapcich |

### Gemengd
| Onderdeel | Goud | Goud                    | Zilver | Zilver                                 | Brons | Brons                          |
| --------- | ---- | ----------------------- | ------ | -------------------------------------- | ----- | ------------------------------ |
| Nacra 17  | FRA  | Billy Besson Marie Riou | ARG    | Santiago Lange Cecilia Carranza Saroli | AUS   | Jason Waterhouse Lisa Darmanin |

### Medaillespiegel
| Plaats | Land                | Goud | Zilver | Brons | Totaal |
| 1      | Frankrijk           | 3    | 0      | 1     | 4      |
| 2      | Nederland           | 2    | 0      | 0     | 2      |
| 3      | Australië           | 1    | 1      | 2     | 4      |
| 4      | Nieuw-Zeeland       | 1    | 1      | 0     | 2      |
| 5      | Verenigd Koninkrijk | 1    | 0      | 3     | 4      |
| 6      | Brazilië            | 1    | 0      | 0     | 1      |
| "      | Oostenrijk          | 1    | 0      | 0     | 1      |
| 8      | Denemarken          | 0    | 2      | 0     | 2      |
| "      | Kroatië             | 0    | 2      | 0     | 2      |
| 10     | Argentinië          | 0    | 1      | 0     | 1      |
| "      | Polen               | 0    | 1      | 0     | 1      |
| "      | Spanje              | 0    | 1      | 0     | 1      |
| "      | Zweden              | 0    | 1      | 0     | 1      |
| 14     | België              | 0    | 0      | 1     | 1      |
| "      | Griekenland         | 0    | 0      | 1     | 1      |
| "      | Israël              | 0    | 0      | 1     | 1      |
| "      | Italië              | 0    | 0      | 1     | 1      |